# Sambódromo de Gualeguaychú
O Sambódromo de Gualeguaychú, também chamado Corsódromo de Gualeguaychú, é um espaço destinado à realização do carnaval em Gualeguaychú, na província de Entre Ríos, na Argentina. É o primeiro sambódromo argentino, com pista de 500 metros e uma largura de 10 metros. Sua capacidade é de aproximadamente 35 mil pessoas.
Está localizado na antiga estação ferroviária da cidade, junto do Parque da Estação, do Centro de Convenções de Gualeguaychú e do Museu do Carnaval. Foi projetado em 1995 pelos arquitetos Raúl Medrano e Domingo Carraza, durante a gestão do prefeito Luis Leissa e inaugurado em 18 de janeiro de 1997, na gestão de Daniel Irigoyen.
No corsódromo não são realizadas apenas as noites do carnaval do país com os desfiles das escolas de samba (comparsas), mas também shows como a de Soledad Pastorutti, em 1998, e a da banda de rock La Renga, em 2012. Outros eventos como maratonas, convenções, festivais estudantis, encontros automotivos e desfiles como o da independência argentina também acontecem lá.